# 张浙洲旧宅
张浙洲旧宅为天津法租界的华商公会董事、天祥市场的创办者张浙洲在天津的故居，位于原天津法租界窦总领事路（Rue G.Deveria）（今和平区长春道184号），该建筑目前是一般保护等级历史风貌建筑。